# Prodidomidae
Prodidomidae é uma família de aranhas araneomorfas, parte da superfamília Gnaphosoidea. A família tem uma área de distribuição natural alargada que inclui a África, América (Sul e Centro), sul da Europa, sul da Ásia e Austrália.

## Sistemática
A família Prodidomidae integra cerca de 303 espécies descritas incluídas em 31 géneros:
- Anagrina Berland, 1920 (África)
- Austrodomus Lawrence, 1947 (África do Sul)
- Caudalia Alayón, 1980 (Cuba)
- Chileomma Platnick, Shadab & Sorkin, 2005 (Chile)
- Chileuma Platnick, Shadab & Sorkin, 2005 (Chile)
- Chilongius Platnick, Shadab & Sorkin, 2005 (Chile)
- Cryptoerithus Rainbow, 1915 (Austrália)
- Eleleis Simon, 1893 (África do Sul)
- Encoptarthria Main, 1954 (Austrália)
- Katumbea Cooke, 1964 (Tanzânia)
- Lygromma Simon, 1893 (Costa Rica até ao Brasil, Galápagos)
- Lygrommatoides Strand, 1918 (Japão)
- Molycria Simon, 1887 (Austrália)
- Moreno Mello-Leitão, 1940 (Chile, Argentina)
- Myandra Simon, 1887 (Austrália)
- Namundra Platnick & Bird, 2007 (África)
- Neozimiris Simon, 1903 (EUA, México, Panamá, Islas)
- Nomindra Platnick & Baehr, 2006 (Austrália)
- Oltacloea Mello-Leitão, 1940 (Brasil, Argentina)
- Plutonodomus Cooke, 1964 (Tanzânia)
- Prodida Dalmas, 1919 (Filipinas, Seicheles)
- Prodidomus Hentz, 1847 (Mediterrâneo, África, Austrália, Ásia, Venezuela, Hawaii)
- Purcelliana Cooke, 1964 (África do Sul)
- Theuma Simon, 1893 (África, Turquemenistão)
- Theumella Strand, 1906 (Etiópia)
- Tivodrassus Chamberlin & Ivie, 1936 (México)
- Tricongius Simon, 1892 (Sul da América)
- Wesmaldra Platnick & Baehr, 2006 (Austrália)
- Wydundra Platnick & Baehr, 2006 (Austrália, Malásia, Molucas)
- Zimirina Dalmas, 1919 (Espanha, Argélia, Canárias, África do Sul)
- Zimiris Simon, 1882 (circumtropical)

## Referâncias
- Platnick, Norman I. (2012): The world spider catalog, version 12.5. American Museum of Natural History.
- Platnick, N.I. (2002): "A revision of the Australasian ground spiders of the family Prodidomedidae (Araneae, Gnaphosoidea)". Bulletin of the AMNH 298. PDF (15MB) - Abstract (with keys to subfamilies and genera, and picture)
- Platnick, N.I., Penney, D. (2004): "A Revision of the Widespread Spider Genus Zimiris (Araneae, Prodidomedidae)". Américan Museum Novitates 3450 PDF[ligação inativa]